# 미우라 히로유키 (아이스하키 선수)
미우라 히로유키(일본어: 三浦 浩幸, 1973년 12월 31일~)는 일본의 전직 아이스하키 선수로 포지션은 수비수이다. 1994년부터 2009년까지 세이부 프린스 래비츠 소속으로 뛰었으며 1992년 NHL 드래프트에서 카나디앵 드 몽레알의 지명을 받았다. 그는 일본 국적 아이스하키 선수로는 최초로 NHL 드래프트에 지명된 선수이다.
일본 대표팀의 일원으로 1998년 동계 올림픽에 참가했으며 세계 선수권 대회에 5회 출전했다.

## 개인사
형인 미우라 다카유키 또한 아이스하키 선수로 활동했다.